# Storia di una famiglia perbene
Storia di una famiglia perbene è una serie televisiva italiana diretta da Stefano Reali, trasmessa in prima visione su Canale 5 dal 3 novembre 2021 al 1º novembre 2024, con protagonisti Giuseppe Zeno e Simona Cavallari. È basata sull'omonimo libro di Rosa Ventrella edito da Newton Compton Editori.

## Trama
Tra il 1985 e il 1992, Michele, figlio del contrabbandiere e trafficante don Nicola Straziota, non vuole seguire le orme del padre. Viene seguito da Maria, soprannominata Malacarne per il suo temperamento vivace e insolente.

## Episodi
| Stagione         | Episodi | Prima TV |
| ---------------- | ------- | -------- |
| Prima stagione   | 4       | 2021     |
| Seconda stagione | 4       | 2024     |

## Personaggi e interpreti

### Personaggi principali
- Antonio De Santis (stagioni 1-2), interpretato da Giuseppe Zeno. È il capofamiglia, nonché marito di Teresa e padre di Giuseppe, Vincenzo e Maria. È un pescatore e nemico numero uno del contrabbandiere Nicola Straziota, il quale appena scopre della relazione tra Maria e Michele cerca di tenerli alla larga ma poi capisce che Michele è diverso dal padre. Nella seconda puntata della seconda stagione viene ucciso da Carlo, il secondo figlio di Nicola.
- Teresa Calvisi (stagioni 1-2), interpretata da Simona Cavallari. È la moglie di Antonio e madre di Giuseppe, Vincenzo e Maria; nella seconda stagione cerca di tenere suo nipote lontano da Angelica, rimanendo accanto a Maria.
- Nicola Straziota (stagioni 1-2), interpretato da Vanni Bramati. È un boss locale, marito di Angelica, padre di Salvo, Carlo e Michele e nemico di Antonio. Sfugge dalla giustizia, diventando latitante. Nella seconda stagione vive in un rifugio sotterraneo assistito dai due figli, e si trova la rivalità del boss Palmisano. Uscito allo scoperto, viene ucciso dagli uomini del colonnello Zarra al termine della seconda stagione.
- Michele Straziota (stagione 1) / Francesco Falco (stagione 2), interpretato da Carmine Buschini e da Alex Lorenzin. È il terzo figlio di Nicola e Angelica e fratello di Salvo e Carlo. A dodici anni conosce Maria De Santis e diventano amici e subito dopo si innamorano l'uno dell'altra, nonostante la rivalità tra le loro famiglie. Nella seconda stagione si troverà in carcere e diventerà padre del figlio di Maria, però viene aggredito ed ustionato con l'acido che gli corroderà il volto, grazie all'aiuto delle forze dell'ordine subirà una plastica facciale e viene infiltrato nelle due bande mafiose sotto le mentite spoglie di Francesco Falco, un uomo di bell'aspetto e per bene con una disponibilità economica importante. È ancora innamorato di Maria, ma la sua copertura gli impone il silenzio, e nonostante il suo fare ambiguo compirà diverse buone azioni. Alla fine riuscirà a far arrestare i Palmisano e la sua famiglia organizzando un incontro fra loro e sposerà Maria.
- Maria De Santis (stagioni 1-2), interpretata da Federica Torchetti. È la terza figlia di Antonio e Teresa e sorella di Giuseppe e Vincenzo. A dodici anni conosce Michele Straziota, diventano amici e dopo si innamorano l'uno dell'altra, nonostante la rivalità tra le loro famiglie e nella seconda stagione diventa madre del piccolo Nino, avuto da Michele. Cerca di tenere lontani i ragazzi del quartiere che lavorano per le famiglie Straziota e Palmisano aprendo un corso di teatro e sta per sposare Alessandro Zarra, ma alla fine scopre che Falco è Michele e i due si sposano.
- Carlo Straziota (stagioni 1-2), interpretato da Alessio Gallo. È il secondo figlio di Nicola e Angelica e fratello di Salvo e Michele. Nella seconda stagione uccide Antonio e Sabino, ma sarà ucciso da Maddalena nell'ultima puntata della seconda stagione dopo aver tentato di sparare al fratello Michele.
- Angelica Straziota (stagioni 1-2), interpretata da Sonia Aquino. È la moglie di Nicola e madre di Salvo, Carlo e Michele. È una donna che pensa solo ai soldi venendo poi arrestata successivamente; viene liberata e nella seconda stagione e dopo la morte di Michele cerca in tutti i modi di ottenere l'affidamento esclusivo del bambino del nipote. Nell'ultima puntata della seconda stagione durante la retata scappa insieme al marito e al figlio venendo raggiunti da Falco che rivela la sua identità e poi viene arrestata.
- Antonietta De Santis (stagioni 1-2), interpretata da Elena Cantarone. È la madre di Antonio e nonna di Maria è stata accanto alla sua famiglia sostenendola in tutte le loro scelte.
- Salvo Straziota (stagioni 1-2), interpretato da Vito Mancini. È il primo figlio di Nicola e Angelica e fratello di Carlo e Michele. Nella prima stagione viene arrestato insieme a Carlo, ma i due riescono a scappare nella seconda stagione. Viene arrestato nell'ultima puntata.
- Vincenzo De Santis (stagione 1-guest 2), interpretato da Lorenzo Mazzotta. È il secondo figlio di Antonio e Teresa e fratello di Giuseppe e Maria morirà in un incidente mentre cercava di consegnare della sigarette di contrabbando.
- Giuseppe De Santis (stagioni 1-2), interpretato da Eugenio Ricciardi. È il primo figlio di Antonio e Teresa e fratello di Vincenzo e Maria. Viene processato per aver aggredito Angelica Straziota e un suo aiutante. Nell'ultima puntata della seconda stagione accompagna la sorella all'altare.
- Maddalena Vitale (stagioni 1-2), interpretata da Chiara Vinci. È la corteggiatrice di Michele e da quest'ultimo aspetterà anche un figlio che poi nella seconda stagione abortisce. Successivamente diventa l'alleata di Angelica e si innamora di Francesco Falco. Uccide Carlo e fugge poi in Argentina con una borsa di denaro consegnatagli da Francesco, in modo che eviti l'arresto.
- Alessandro Zarra (stagioni 1-2), interpretato da Elia Marangon. È il figlio di Silvia e del colonnello Ettore, fratello di Francesca e fidanzato di Maria al liceo. Nella seconda stagione sta per sposare Maria ma viene abbandonato sull'altare.
- Colonnello Ettore Zarra (stagioni 1-2), interpretato da Marco Falaguasta. È il marito di Silvia e padre di Alessandro e Francesca. Condurrà un'operazione ma arresterà solo gli albanesi. Nella seconda stagione salva la vita a Michele Straziota e gli dona l'identità di Francesco Falco, facendolo diventare un collaboratore di giustizia per infiltrarsi nelle due bande rivali e arrestarne i membri.
- Pinuccio (stagioni 1-2), interpretato da Mimmo Mancini . È un pescatore collega di Antonio De Santis, e nonno di Sabino. All'inizio della seconda stagione scopre il nascondiglio di Nicola Straziota e viene aggredito dai due figli del boss.
- Guido Palmisano (stagione 2), interpretato da Alessandro Pess. È un boss emergente e principale nemico degli Straziota, ma viene arrestato dopo che pure suo figlio Donato si è ribellato a lui.
- Anna Palmisano (stagione 2), interpretata da Matilde Sofia Fazio. È la figlia di Guido e sorella di Donato. Si ribella a suo padre e si allea con Maria, entrando nella sua compagnia teatrale.
- Sabino Di Turi (stagione 2), interpretato da Walter Anemolo. È il nipote di Pinuccio e scagnozzo degli Straziota, che entra a far parte della compagnia di Maria e viene ucciso da Carlo. I suoi genitori vivono in Germania.
- Donato Terlizzi (stagione 2), interpretato da Giuliano Soprano. È un amico di Sabino, già scagnozzo degli Straziota, che entra a far parte della compagnia di Maria e scoprirà di essere figlio di Guido Palmisano.

### Personaggi secondari
- Michele Straziota a 13 anni (stagione 1-guest 2), interpretato da Andrea Arru.
- Maria De Santis a 13 anni (stagione 1-guest 2), interpretata da Silvia Rossi.
- Agata Del Santo a 13 anni (stagione 1), interpretata da Maria Andrea Cesari. È l'unica amica di Maria all'Istituto Sacro Cuore.
- Agata Del Santo (stagione 1), interpretata da Graziana Marchionna.
- Maddalena Vitale a 13 anni (stagione 1), interpretata da Guendalina Losito.
- Paola Casabui a 13 anni (stagione 1), interpretata da Sara Cetera.
- Paola Casabui (stagione 1), interpretata da Ilenia Ginefra. È la figlia dell'avvocatessa degli Straziota, che ha bullizzato Maria alle medie.
- Gaetano "Mezzafemmina" (stagione 1), interpretato da Kevin Magrì. È un amico di Michele che lo segue nella sua passione musicale. Muore per un'overdose.
- Tinuccia (stagione 1), interpretata da Crescenza Guarnieri. È una donna al servizio degli Straziota e madre di Gaetano "Mezzafemmina".
- Josef Boci (stagione 1), interpretato da Federico Calistri. È il figlio del boss Kristy.
- Caggiano (stagione 1), interpretato da Paolo De Vita. È il professore delle scuole medie.
- Mariano (stagione 1), interpretato da Dante Marmone. È un collega di Antonio De Santis.
- Kristy Boci (stagione 1), interpretato da Rinat Khismatouline. È il boss albanese in affari con gli Straziota.
- Suor Linda (stagione 1), interpretata da Gabriella Silvestri. È la dirigente dell'Istituto Sacro Cuore frequentato da Maria.
- Rosa "La masciara" (stagione 1), interpretata da Carmela Vincenti. È la datrice di lavoro di Teresa.
- Valeria (stagione 1), interpretata da Ilaria De Donato.
- Peppe De Santis (stagione 1), interpretato da Raffaele Navarra. È il nonno di Maria.
- Silvia Zarra (stagioni 1-2), interpretata da Monica Dugo. È la moglie del colonnello Ettore e madre di Alessandro e Francesca.
- Francesca Zarra (stagioni 1-2), interpretata da Laura Prior. È la figlia di Silvia e del colonnello Ettore e sorella di Alessandro.
- Maresciallo Lorusso (stagioni 1-2), interpretato da Antonio Palumbo.
- Brigadiere Colella (stagioni 1-2), interpretato da Angelo Libri.
- Mario e Rocchino Fenelli (stagioni 1-2), interpretati da Pierfrancesco Nacca. È uno degli scagnozzi degli Straziota.
- Laura Casabui (stagione 1-2), interpretata da Lisa Angelillo. Avvocato degli Straziota mamma di Paola Casabui.
- Stella Terlizzi (stagione 2), interpretata da Denny Méndez. È la madre di Donato che lavora come prostituta e che è una tossica.
- Gabriella Pietropaoli (stagione 2), interpretata da Margareth Madè. È l'avvocato di Michele Straziota in carcere e successivamente anche dei De Santis.
- Giudice Amoruso (stagione 2), interpretato da Pierluigi Corallo. È il giudice corrotto dagli Straziota.
- Vanni (stagione 2), interpretato da Francesco Manisi. È il luogotenente di Guido Palmisano.
- Vito (stagione 2), interpretato da Antonio Monsellato. È un altro scagnozzo di Palmisano.
- Tenente Marenzi "Sbirro" (stagione 2), interpretato da Giuseppe Ciciriello. È il chimico di Guido Palmisano nonché carabiniere che lavora sotto copertura.
- Pio (stagione 2), interpretato da Roberto Zazzi. È uno scagnozzo dei Palmisano, che entra a far parte della compagnia di Maria.
- Carmine (stagione 2), interpretato da Giovanni Menga. È uno scagnozzo dei Palmisano, che entra a far parte della compagnia di Maria.
- Lucia Di Chio (stagione 2), interpretata da Livia Cascarano. È una collaboratrice dell'assistente sociale.
- Alexander (stagione 2), interpretato da Domenico D'Elia.

## Produzione
La serie è creata da Rosa Ventrella, diretta da Stefano Reali, scritta da Mauro Casiraghi ed Eleonora Fiorini e prodotta da Apulia Film Commission e 11 Marzo Film in collaborazione con RTI.

### Rinnovo
In seguito all'ottimo successo della prima stagione, la serie è stata rinnovata per una seconda stagione.

### Riprese
Le riprese della prima stagione sono iniziate il 20 marzo 2021 e sono terminate pochi mesi dopo. È stata girata in Puglia tra Bari, Polignano a Mare, Conversano, Monopoli, Fasano e Ostuni ed è ambientata nella vecchia Bari più precisamente nel quartiere di San Nicola.
Le riprese della seconda stagione sono state effettuate dal 24 aprile al 30 luglio 2023 sempre in Puglia, più precisamente tra Monopoli, Polignano a Mare, Bari, Molfetta, Giovinazzo, Bisceglie, Margherita di Savoia e Sovereto.

## Distribuzione
La serie è andata in onda in prima serata su Canale 5 dal 3 novembre 2021 al 1º novembre 2024: la prima stagione è stata trasmessa dal 3 al 24 novembre 2021, mentre la seconda stagione è stata trasmessa dall'11 ottobre al 1º novembre 2024.

## Riconoscimenti
- Italian Global Series Festival
  - 2025 – Candidatura alla miglior regia in una serie drama a Stefano Reali[19]